# Ambroz Andrić
Ambroz Andrić, auch Ambrozije Andrić (* 10. Dezember 1939 in Tuzla; † 21. Juli 1972 im Weiler Tomići bei Omiš), war ein kroatischer politischer Emigrant, Terrorist und Attentäter.
Ambroz Andrić war Mitglied der kroatischen revolutionären Bruderschaft (Hrvatsko revolucionarno bratstvo – HRB) und führte mit seinem Bruder Adolf Andrić die 19-köpfige paramilitärische Gruppe mit dem Decknamen „Planinske lisice“ (Bergfüchse) an, die im Juni 1972 nach Jugoslawien eindrangen, um in der Gegend von Bugojno (SR Bosnien und Herzegowina) mit der Aktion „Feniks“ einen Volksaufstand zu entfachen. Näheres siehe unter Hrvatsko revolucionarno bratstvo#Jugoslawien.

## Leben
Adolf und Ambroz Andrić hatten drei Schwestern, Marija, verheiratete Mikac (* 1935), Mira, verheiratete Sović (* 1932), und Vera, verheiratete Han (* 1928) sowie einen Bruder namens Petar (* 1930). Die drei Schwestern wurden 1950 verhaftet, weil sie im Kirchenchor die kroatische Hymne Lijepa naša und das Volkslied Vila Velebita sangen. Das Singen dieser angeblichen „Ustascha-Lieder“ stand in der SFR Jugoslawien unter Strafe. Marija verbrachte daraufhin acht Monate in Einzelhaft und wurde nach der Untersuchungshaft freigesprochen, Mira wurde zu fünf und Vera zu sieben Jahre Haftstrafe verurteilt. Ebenso wurde Petar mit den feindlichen Aktivitäten seiner Schwestern in Verbindung gebracht, in Zagreb verhaftet und von einem Militärgericht zu sechs Jahren Gefängnis verurteilt. Der Vater verkaufte sein Haus in Tuzla und die Familie zog nach Zagreb. Marija floh 1958 über die Grenze nach Italien, kehrte krankheitsbedingt später aber wieder zurück.
Beide Brüder hatten 1960 die SFR Jugoslawien über Italien verlassen. Ambroz Andrić folgte 1962 seinem Bruder nach Australien, der dort zu dieser Zeit in Geelong, Victoria, aufhielt. In Australien schlossen sie sich mit HRB-Anhängern zusammen. Zusammen mit Pavo Vegar führten die beiden Brüder das HRB-Hauptquartier im Bundesstaat Victoria. 1965 verübte der von Vjekoslav Luburić beauftragte Jozo Oreč (auch Josip Oreč; † 1977 in Südafrika) vor einem Café in Melbourne ein Attentat auf Ambroz Andrić, wobei dieser am Arm getroffen wurde, aber flüchten konnte.
Ambroz Andrić heiratete am 29. August 1967 in Melbourne Ružica, geschiedene Buzuk, geborene Martinovic (* 1944), die ebenfalls Mitglied der HRB war. Am 2. September 1967 verübte er mit einer selbst gebastelten Stiftbombe einen Anschlag auf das Rathaus in Richmond, Melbourne, wie Ermittlungen der Crime Intelligence Unit der Commonwealth Police ergaben. 1968 begannen sie mit den Planungen der Aktion „Feniks“. Sie verließen Australien 1969 auf illegalem Weg. Danach war er in Frankreich gemeldet.
Ambroz Andrić wurde bei Omiš im Gefecht mit jugoslawischen Kräften getötet.

## Posthum
Am 27. September 2014 wurde in Posušje unter Teilnahme und Mitwirkung offizieller Vertreter aus Politik und Militär ein Denkmal für die 19 durch die Aktion getöteten Gruppenmitglieder eingeweiht.